# Supply and Demand (Amos Lee)
Supply and Demand è il secondo album in studio del cantautore statunitense Amos Lee, pubblicato nel 2006.

## Tracce
1. Shout Out Loud – 3:52
2. Sympathize – 3:08
3. Freedom – 3:08
4. Careless – 4:45
5. Skipping Stone – 2:19
6. Supply and Demand – 3:21
7. Sweet Pea – 2:10
8. Night Train – 3:32
9. Southern Girl – 3:24
10. The Wind – 4:31
11. Long Line of Pain – 3:01

## Formazione
- Amos Lee – chitarra, voce, batteria
- Nate Skiles – chitarra, mandolino, cori
- Jaron Olevsky – basso, piano, cori
- Fred Berman – batteria, cori
- Chris Joyner – Hammond B3, piano, Wurlitzer
- Pete Thomas – batteria
- David Kalish – dobro
- Greg Leisz – steel guitar
- John Austin Hughes – ukulele
- Lizz Wright – cori
- Priscilla Ahn – cori
- Barrie Maguire – basso, produzione